# Persone di cognome Benedetti
| Questa pagina contiene informazioni ricavate automaticamente dalle voci biografiche con l'ausilio del template Bio e di un bot. L'aggiornamento è periodico e automatico e ricostruisce completamente la pagina. Se manca una persona in questa lista, sei pregato di non aggiungerla, ma accertati piuttosto che la sua voce biografica contenga il template Bio e che i dati anagrafici siano correttamente compilati. Se il template Bio manca, inseriscilo tu stesso o, in alternativa, metti l'avviso {{tmp\|Bio}} che ne segnala la mancanza. Se i dati riportati sono sbagliati, correggi direttamente la voce biografica; le modifiche saranno visibili in questa lista entro pochi giorni. Per chiarimenti vedi il progetto antroponimi. La lista contiene solo le 66 persone che sono citate nell'enciclopedia e per le quali è stato implementato correttamente il template Bio. Pagina aggiornata al 7 ago 2025. |

Questa è una lista di persone presenti nell'enciclopedia che hanno il cognome Benedetti, suddivise per attività principale.

## Anatomisti(1)
- Alessandro Benedetti, anatomista, medico e umanista italiano (Legnago, n. 1450 - Venezia, † 1512)

## Arbitri di calcio(1)
- Vittorio Benedetti, arbitro di calcio italiano (Bastia Umbra, n. 1940 - Roma, † 2017)

## Architetti(2)
- Cristoforo Benedetti, architetto e scultore italiano (Castione, n. 1657 - Castione, † 1740)
- Sandro Benedetti, architetto e storico dell'architettura italiano (Marino, n. 1933 - Albano Laziale, † 2024)

## Attori(1)
- Vittorio Benedetti, attore italiano (Macerata, n. 1967)

## Attrici(2)
- Francesca Benedetti, attrice italiana (Urbino, n. 1935 - Roma, † 2025)
- Wanda Benedetti, attrice italiana (Treviso, n. 1923 - Treviso, † 2017)

## Baritoni(1)
- Oreste Benedetti, baritono italiano (Pisa, n. 1872 - Novara, † 1917)

## Bassi(1)
- Michele Benedetti, basso italiano (Loreto, n. 1778)

## Calciatori(11)
- Amedeo Benedetti, calciatore italiano (Rovereto, n. 1991)
- Benedetto Benedetti, calciatore italiano (Pietrasanta, n. 1907 - Lucca, † 1978)
- Cesare Benedetti, calciatore e pittore italiano (Treviso, n. 1920 - Treviso, † 2002)
- Cesare Benedetti, calciatore italiano (Alessandria, n. 1920 - Alessandria, † 1990)
- Corrado Benedetti, calciatore e allenatore di calcio italiano (Cesena, n. 1957 - Savignano sul Rubicone, † 2014)
- Enzo Benedetti, calciatore e allenatore di calcio italiano (Vezzano Ligure, n. 1931 - Roma, † 2017)
- Jonatan Benedetti, calciatore argentino (Mar del Plata, n. 1997)
- Leonardo Benedetti, calciatore italiano (La Spezia, n. 2000)
- Paolo Benedetti, ex calciatore italiano (Pisa, n. 1961)
- Pietro Benedetti, calciatore italiano (Roma, n. 1926 - Roma, † 2022)
- Simone Benedetti, calciatore italiano (Torino, n. 1992)

## Ciclisti su strada(1)
- Rino Benedetti, ciclista su strada italiano (Ponte Buggianese, n. 1928 - Lucca, † 2002)

## Compositori(1)
- Francesco Maria Benedetti, compositore e francescano italiano (Assisi, n. 1683 - Assisi, † 1749)

## Criminali(1)
- Orazio Benedetti, criminale italiano (Roma, n. 1950 - Roma, † 1981)

## Critiche d'arte(1)
- Maria Teresa Benedetti, critica d'arte e storica dell'arte italiana (Urbino, n. 1929)

## Critiche letterarie(1)
- Carla Benedetti, critica letteraria, italianista e saggista italiana (n. 1952)

## Diplomatici(1)
- Vincent Benedetti, diplomatico francese (Bastia, n. 1817 - Parigi, † 1900)

## Dirigenti sportivi(2)
- Cesare Benedetti, dirigente sportivo e ex ciclista su strada italiano (Rovereto, n. 1987)
- Silvano Benedetti, dirigente sportivo e ex calciatore italiano (Lucca, n. 1965)

## Doppiatori(1)
- Marco Benedetti, doppiatore italiano (Alessandria, n. 1984)

## Drammaturghi(1)
- Silvio Benedetti, commediografo italiano (Padova, n. 1884 - Padova, † 1951)

## Giornalisti(3)
- Arrigo Benedetti, giornalista, scrittore e partigiano italiano (Lucca, n. 1910 - Roma, † 1976)
- Giulio Benedetti, giornalista italiano (Roma, n. 1893 - San Remo, † 1969)
- Tullio Benedetti, giornalista e politico italiano (Pescia, n. 1884 - Viareggio, † 1973)

## Hockeisti su ghiaccio(1)
- Enrico Benedetti, hockeista su ghiaccio italiano (Cortina d'Ampezzo, n. 1940 - † 1996)

## Imprenditori(2)
- Eugenio Benedetti, imprenditore e filantropo italiano (Catania, n. 1929)
- Massimiliano Benedetti, imprenditore italiano (Rimini, n. 1970)

## Lottatori(1)
- Franco Benedetti, lottatore italiano (Faenza, n. 1932 - Faenza, † 2009)

## Magistrati(1)
- Giovanni Battista Benedetti, magistrato italiano (Palmi, n. 1897)

## Maratonete(1)
- Stefania Benedetti, ex maratoneta italiana (Albino, n. 1969)

## Matematici(3)
- Giovanni Battista Benedetti, matematico italiano (Venezia, n. 1530 - Torino, † 1590)
- Piero Benedetti, matematico italiano (Castel del Piano, n. 1876 - Pisa, † 1933)
- Riccardo Benedetti, matematico italiano (Livorno, n. 1953)

## Mezzofondisti(1)
- Giordano Benedetti, mezzofondista italiano (Trento, n. 1989)

## Partigiani(1)
- Pietro Benedetti, partigiano italiano (Atessa, n. 1902 - Roma, † 1944)

## Pentatleti(1)
- Nicola Benedetti, pentatleta italiano (Modena, n. 1985)

## Poeti(2)
- Francesco Benedetti, poeta e scrittore italiano (Cortona, n. 1785 - Pistoia, † 1821)
- Mario Benedetti, poeta italiano (Udine, n. 1955 - Piadena Drizzona, † 2020)

## Politiche(1)
- Silvia Benedetti, politica italiana (Padova, n. 1979)

## Politici(4)
- Edo Benedetti, politico e dirigente d'azienda italiano (Mori, n. 1922 - Trento, † 2012)
- Gianfilippo Benedetti, politico italiano (Sant'Angelo in Vado, n. 1928 - Fermo, † 2008)
- Luigi Benedetti, politico italiano (Trento, n. 1898 - † 1962)
- Tullio Benedetti, politico italiano (Roma, n. 1919 - † 2009)

## Psichiatri(1)
- Gaetano Benedetti, psichiatra, psicoterapeuta e psicoanalista italiano (Catania, n. 1920 - Basilea, † 2013)

## Sassofonisti(1)
- Dean Benedetti, sassofonista e compositore statunitense (Ogden, n. 1922 - Torre del Lago, † 1957)

## Scultori(1)
- Teodoro Benedetti, scultore e architetto italiano (Castione, n. 1697 - Mori, † 1783)

## Sopranisti(1)
- Pietro Benedetti, sopranista e contraltista italiano

## Storiche(1)
- Marina Benedetti, storica italiana (Milano, n. 1964)

## Tuffatori(1)
- Michele Benedetti, tuffatore italiano (Parma, n. 1984)

## Velocisti(1)
- Luigi Benedetti, ex velocista italiano (Massa, n. 1951)

## Vescovi cattolici(4)
- Benedetto Benedetti, vescovo cattolico italiano († 1636)
- Giovanni Benedetti, vescovo cattolico italiano (Venezia - Bologna, † 1437)
- Giovanni Benedetti, vescovo cattolico, teologo e giornalista italiano (Spello, n. 1917 - Foligno, † 2017)
- Tarcisio Vincenzo Benedetti, vescovo cattolico italiano (Treviolo, n. 1899 - Lodi, † 1972)

## Violiniste(1)
- Nicola Benedetti, violinista britannica (West Kilbride, n. 1987)

## Violinisti(1)
- René Benedetti, violinista e docente francese (Tolone, n. 1901 - Parigi, † 1975)

## Senza attività specificata(1)
- Amedeo Benedetti, italianista e biografo italiano (Fivizzano, n. 1954 - Genova, † 2017)